# سیگما قنطورس
سیگما قنطورس یک ستاره است که در صورت فلکی قنطورس قرار دارد.